# Matipó
Matipó is een gemeente in de Braziliaanse deelstaat Minas Gerais. De gemeente telt 17.017 inwoners (schatting 2009).

## Aangrenzende gemeenten
De gemeente grenst aan Abre-Campo, Caputira, Manhuaçu, Pedra Bonita, Santa Margarida en Sericita.